# خوزه لوئیس اورتیز مورنو
خوزه لوئیس اورتیز مورنو (به [José Luis Ortiz Moreno] Error: {{Lang-xx}}: متن دارای نشانه‌گذاری ایتالیک است (راهنما)) یک ستاره‌شناس در مؤسسه اخترفیزیک اندلس در اسپانیا است. او رهبر گروهی است که ریزسیاره‌های منظومهٔ خورشیدی را در رصدخانه سیرا نوادا در گرانادا، اسپانیا مورد بررسی قرار می‌دهد. از جمله کشفیات او، می‌توان به هائومیا اشاره‌کرد.